# Red Corner
Red Corner is een speelfilm van de Amerikaanse filmregisseur Jon Avnet, met de hoofdrolspelers Richard Gere, Bai Ling en Bradley Whitford.
Er werd gefilmd in de Verenigde Staten en voor het ruimtelijke landschap in Peking. Dit is te zien in de openingsscène, waar werd gebruikgemaakt van computeranimatie in combinatie van close-ups van de hoofdrolspelers.
De film ontving zowel zeer positieve tot zeer negatieve kritieken. Volgens de negatieve kritieken zou de film een propagandafilm zijn tegen het Chinese bewind, niet in het minst omdat Richard Gere bekendstaat als een fervent Tibet-activist.

## Verhaal
De film gaat over de rijke Amerikaanse zakenman Jack Moore (Richard Gere) die in de Volksrepubliek China werkt en probeert een zakelijke transactie te sluiten in satellietcommunicatie, als een onderdeel van een joint venture met de Chinese regering. Voordat hij de zaak rond heeft, wordt hij aangeklaagd voor moord op de dochter van een machtige Chinese generaal en het satellietcontract gaat naar Moore's concurrent.
Eerst gelooft de door de rechtbank toegewezen advocate Shen Yuelin (Bai Ling) niet in zijn onschuld, maar het paar graaft langzaam aan verder naar bewijs dat niet alleen Moore vrijpleit, maar ook machtige figuren erbij betrekt, zoals leden van de Chinese centrale regering en legt in de hogere regionen samenzwering en politieke corruptie bloot.

## Prijzen en nominaties
| jaar | prijs                    | categorie                                | genomineerde(n)        | uitslag  |
| ---- | ------------------------ | ---------------------------------------- | ---------------------- | -------- |
| 1997 | National Board of Review | Prijs voor de Vrijheid van Meningsuiting | Richard Gere Jon Avnet | gewonnen |
| 1997 | National Board of Review | NBR Award, doorbraak vrouwelijke rol     | Ling Bai               | gewonnen |
| 1998 | Political Film Society   | PFS Award voor democratie                | film                   | gewonnen |

## Rolverdeling
| Acteur           | Personage        |
| ---------------- | ---------------- |
| Richard Gere     | Jack Moore       |
| Ling Bai         | Shen Yuelin      |
| Bradley Whitford | Bob Ghery        |
| Byron Mann       | Lin Dan          |
| Peter Donat      | David McAndrews  |
| Robert Stanton   | Ed Pratt         |
| Tsai Chin        | Chairman Xu      |
| James Hong       | Lin Shou         |
| Tzi Ma           | Li Cheng         |
| Ulrich Matschoss | Gerhardt Hoffman |
| Richard Venture  | Ambassador Reed  |
| Jessey Meng      | Hong Ling        |
| Roger Yuan       | Huan Minglu      |
| Chi Yu Li        | General Hong     |